# Myrsine pearcei
Myrsine pearcei là một loài thực vật có hoa trong họ Anh thảo. Loài này được (Mez) Pipoly mô tả khoa học đầu tiên năm 1992.